# Enzo Spitaleri
Enzo Spitaleri, all'anagrafe Vincenzo Spitaleri (Trieste, 18 luglio 1928), è un attore italiano.

## Filmografia

### Cinema
- Il Decameron, regia di Pier Paolo Pasolini (1971)
- La bestia uccide a sangue freddo, regia di Fernando Di Leo (1971)
- Il merlo maschio, regia di Pasquale Festa Campanile (1971)
- Valeria dentro e fuori, regia di Brunello Rondi (1972)
- Le calde notti del Decameron, regia di Gian Paolo Callegari (1972)
- Alla mia cara mamma nel giorno del suo compleanno, regia di Luciano Salce (1974)
- Nipoti miei diletti, regia di Franco Rossetti (1974)
- La mafia mi fa un baffo, regia di Riccardo Garrone (1974)
- Colpo in canna, regia di Fernando Di Leo (1975)
- Due Magnum 38 per una città di carogne, regia di Mario Pinzauti (1975)
- L'ingenua, regia di Gianfranco Baldanello (1975)
- Amori, letti e tradimenti, regia di Alfonso Brescia (1976)
- La nipote del prete, regia di Sergio Grieco (1976)
- Un uomo da nulla, regia di Renata Amato (1977)
- Le calde notti di Caligola, regia di Roberto Bianchi Montero (1977)
- Suor Omicidi, regia di Giulio Berruti (1979)
- Quello strano desiderio, regia di Enzo Milioni (1980)
- La disubbidienza, regia di Aldo Lado (1981)
- Morte in Vaticano, regia di Marcello Aliprandi (1982)
- Una spina nel cuore, regia di Alberto Lattuada (1986)
- Il giorno prima, regia di Giuliano Montaldo (1987)
- Fantozzi va in pensione, regia di Neri Parenti (1988)
- Mi manca Marcella, regia di Renata Amato (1992)

### Televisione
- L'età di Cosimo de' Medici – serie TV, episodi 1x3 (1973)
- Cartesius, regia di Roberto Rossellini – miniserie TV (1974)
- Circuito chiuso, regia di Giuliano Montaldo – film TV (1978)
- La giacca verde, regia di Franco Giraldi – film TV (1979)
- I vecchi e i giovani – serie TV, episodi 1x1-1x2 (1979)
- Bambole: scene di un delitto perfetto – Miniserie TV (1980)
- Illa: Punto d'osservazione – serie TV, episodi 1x1 (1981)
- Don Luigi Sturzo – serie TV, episodi 1x1 (1981)
- Delitto di stato – serie TV, episodi 1x3 (1982)
- Inverno al mare – serie TV, episodi 1x1-1x2-1x3 (1982)
- Verdi – serie TV, episodi 1x6 (1982)
- Marco Polo – serie TV, episodi 1x1 (1982-1983)
- Quattro storie di donne – serie TV, episodi 1x4 (1989)
- Il vigile urbano – serie TV (1989)